# 花森小桃
花森小桃（日语：花森 ぴんく，1977年11月5日—），靜岡縣出身，日本女性漫畫家，擅長於少女漫畫。她在2000年憑《ミス・ダイエッター☆ヒロイン》（於漫畫雜誌《Nakayoshi》增刊《春休樂園》及Nakayoshi2001年4月号增刊刊登）獲提名第31屆Nakayoshi新人漫畫賞。
代表作是與橫手美智子合作的《真珠美人魚》。

## 作品列表
- million girl億萬女孩
- 真珠美人魚、原名（原作：橫手美智子)
  - 真珠美人魚 aqua、原名
- 赤裸之戀 、原名
- 月光女神 、原名、英文《Moonlight Goddess Diana》
- 綻放櫻之戀 原名
- 優女遊夢、原名
- 秘．密的Darling♥、原名
- 我愛Monster!?、原名
- （原作：手冢治虫、腳本：高桥奈津子）
- 星的-W-王子大人
- 約束

## 外部連結
- **LIPS** - 花森小桃的官方網頁（已关闭）
- **Blog** （页面存档备份，存于）－花森小桃的部落格
- 花森小桃的X（前Twitter）